# La più bella del mondo (programma televisivo)
La più bella del mondo è stato un programma televisivo ideato e condotto da Roberto Benigni andato in onda in diretta dal Teatro 5 di Cinecittà su Rai 1 il 17 dicembre 2012 e su Rai 5 in replica il 18 dicembre 2012 e il 2 giugno 2016 su Rai 1, dedicato ai 12 principi fondamentali della Costituzione della Repubblica Italiana.
Il programma ha riscosso successo di pubblico e di critica. L'obiettivo era spiegare con semplicità i 12 principi fondamentali della costituzione senza tralasciare i temi principali e gli ideali.

## Satira su Berlusconi e Monti
All'inizio della serata Benigni, pronuncia alcune battute sull'ex presidente del Consiglio Silvio Berlusconi, dichiarando assurdo il fatto che egli avesse deciso di candidarsi per la sesta volta alle elezioni dal 1994.
Dopo aver parlato di Berlusconi, Benigni passa a pronunciare qualche battuta sul presidente Mario Monti sbeffeggiando la sua serietà in politica riguardo ai numerosi tagli che ha fatto all'Italia e riguardo all'IMU, per poi introdurre gli articoli della Costituzione Italiana.
Prima di leggere i principi, Benigni traccia brevemente la storia d'Italia dal periodo della Grande guerra (1915 - 1918) quando entrò in conflitto in Europa per il possesso delle terre che da tanti anni erano in mano agli altri stati quali l'Austria fino alla fine della seconda guerra mondiale nel 1945, descrivendone gli orrori peggiori.

## La lettura dei 12 principi fondamentali della Costituzione e la canzone di Piovani
Servendosi di un leggio sul quale è posta la Costituzione, Benigni inizia a leggere ciascun articolo lodandone ed esaltandone la bellezza, dichiarando agli italiani di aver deciso di scrivere tali principi per costituire una rinascita dalla fine disastrosa della Seconda guerra mondiale.
Prima di iniziare la lettura del primo articolo Benigni tiene a citare alcuni nomi dei politici che hanno contribuito alla realizzazione dei principi: Alcide De Gasperi, Giuseppe Saragat, Giuseppe Raimondi, Benedetto Croce, Giulio Andreotti. Incominciando a leggere i passi più importanti di ciascun articolo, Benigni cerca di rendere il discorso più sciolto possibile e di far penetrare il più possibile i temi caratterizzanti della Costituzione nelle menti del pubblico. Inoltre Benigni cita alcune frasi di alcuni articoli che sono state prese da fondazioni di grande importanza come l'ONU per la loro suggestività.
Oltre ad esaltare tali principi, Benigni pronuncia anche invettive contro il governo corrente che a causa delle riforme e delle leggi impedisce alla stragrande maggioranza di lavoratori di svolgere senza precarietà e difficoltà il proprio impiego, oppure dichiara che molti dei principi contenuti negli articoli sono andati moralmente perduti. Benigni dichiara che l'Italia è stata sempre in difficoltà a causa delle spaccature che vi sono tra i vari abitanti delle regioni e della totale assenza di unità e uguaglianza tra persone in base alla razza, genere, religione e situazione personale o sessuale. Particolare è il suo discorso riguardo alla discriminazione della donna e alla sua triste condizione che ancora oggi non è stata risolta visti i numerosi e recenti maltrattamenti subiti da molte persone di sesso femminile da parte dei coetanei.
Benigni dunque, facendo anche numerosi riferimenti al fascismo per spiegare le difficili e disastrose condizioni del popolo italiano prima della scrittura della Costituzione nel 1947 ed entrata in vigore nel 1948, intende comunicarci che la presente fu scritta da persone che miravano avanti verso un futuro migliore, per risorgere dalle ceneri della guerra, e che quindi tali principi devono continuare ad essere rispettati perché in quegli articoli sono riportati i principi cardine per lo sviluppo di un'intera comunità.
Dopo aver concluso la lettura degli articoli della Costituzione, Benigni termina lo spettacolo cantando la canzone principale della colonna sonora del suo film La vita è bella composta e suonata in tale occasione da Nicola Piovani, per ritrasportare lo spettatore nel clima freddo ma pieno di speranza della situazione europea nel periodo degli anni 1939-1945 e successivamente in quello della liberazione degli ebrei da Auschwitz e del mondo dal conflitto mondiale. Infatti chi canta i versi della canzone di Piovani è Giosuè, il figlio di Benigni che nel film era uno dei pochi sopravvissuti di un campo di sterminio, simbolo della rinascita e della speranza.

## Ascolti
| Canale       | Messa in onda    | Telespettatori | Share  |
| ------------ | ---------------- | -------------- | ------ |
| Rai 1/Rai HD | 17 dicembre 2012 | 12 620 000     | 43,94% |
| Rai 5        | 18 dicembre 2012 | 1 010 000      | 3,50%  |
| Rai 1/Rai HD | 2 giugno 2016    | 3 486 000      | 15,40% |

## Premi
- 2013 - Premio TV - Premio regia televisiva categoria Evento Straordinario TV dell'anno